# クリプトバータル
クリプトバータル（Kryptobaatar、クリプトバアタル）は白亜紀後期に中央アジアに生息していた絶滅哺乳類。属名 Kryptobaatar の Krypto はギリシャ語の κρυπτός (kruptós)で「隠れた」の意で眼窩下孔の腹側の位置を示しており、baatar はモンゴル語の баатар (baatar)で「英雄」（バガトル）を意味し、モンゴルの首都ウランバートルを暗示している。種小名の dashzevegi はモンゴル人の古生物学者ダシュゼベーグ (Demberelyin Dashzeveg)への献名である。シノニムにGobibaatar、Tugrigbaatarがある。
絶滅目である多丘歯目のキモロドン亜目ジャドクタテリウム科に属し、恐竜と同時期に生きていた。頭長はおよそ3 cm。跳ねて移動する (saltatorial)生態であった。

## 種
- Kryptobaatar dashzevegi Kielan−Jaworowska, 1970 [3]

syn. Gobibaatar parvus Kielan−Jaworowska, 1970, Tugrigbaatar saichanensis Kielan−Jaworowska & Dashzeveg, 1978
モンゴル国ウムヌゴビ県にあるバインザク、ウハトルゴトおよびツグリキンシレのジャドフタ層の下部カンパニアン階（上部白亜系）、ヘルミンツァフのバルンゴヨット層から。頭骨の長さは約3 cm。尖った前歯が印象的で、完全な草食動物ではなかった。シノニムの Gobibaatar parvus の属名はゴビ砂漠と上記の「バータル」に、種小名はラテン語で「小さい」を意味する parvus に由来する。また、もう一つのシノニム Tugrigbaatar saichanensis では、種小名は発見地ツグリキンシレと上記の「バータル」、種小名はグルバンサイカン山脈  (Gurvan Saykhan mountain range)に由来する。
- Kryptobaatar mandahuensis Smith, Guo & Sun, 2001[7]

中国内モンゴル自治区ウラド後旗のバヤンマンダフ層の下部カンパニアン階（上部白亜系）から。保存状態のよい頭骨が数個あり。モンゴル国のジャドフタ層と同年代。